# 5683 (année hébraïque)
5683 (hébreu : ה'תרפ"ג , abbr. : תרפ"ג) est une année hébraïque qui a commencé à la veille au soir du 23 septembre 1922 et s'est finie le 10 septembre 1923. Cette année a compté 353 jours. Ce fut une année simple dans le cycle métonique, avec un seul mois de Adar. Ce fut la sixième année depuis la dernière année de chemitta.

## Calendrier
Ce calendrier hébraïque de l'année 5683 donne les correspondances avec les dates du calendrier grégorien.
Le premier nombre dans chaque case correspond au jour du mois hébraïque. Les jours en couleurs sont des jours remarquables juifs .
| ◄◄ | 5683 | ►► |

## Naissances
- Marek Edelman
- Norman Mailer

## Décès
- Max Nordau

5678 - 5679 - 5680 - 5681 - 5682 - 5683 - 5684 - 5685 - 5686 - 5687 - 5688